# Staatsmeisterschaft von Bahia (Frauenfußball)
Die Staatsmeisterschaft von Bahia für Frauenfußball (portugiesisch Campeonato Baiano de Futebol Feminino) ist die seit 1984 mit wenigen Unterbrechungen von der Federação Bahiana de Futebol (FBF) ausgetragene Vereinsmeisterschaft im Frauenfußball des Bundesstaates Bahia in Brasilien.

## Geschichte
Bahia etablierte als dritter Staat nach Rio de Janeiro und Pará eine Fußballmeisterschaft für Frauen und kann heute die beständigste aller Staatsmeisterschaften in diesem Sport vorweisen. Aus ihren Anfangsjahren sind einige der ersten Nationalspielerinnen Brasiliens hervorgegangen, darunter die Spielmacherin der neunziger Jahre Sisleide „Sissi“ do Amor Lima, die zuerst für den Flamengo de Feira FC und dann für den EC Bahia aktiv war. Die gleichfalls aus Bahia stammende Rekordnationalspielerin Formiga begann ihre Karriere bei Euroexport in Salvador. Mit dem Serienmeister des 21. Jahrhunderts São Francisco EC ist aktuell ein brasilianischer Erstligist in der Staatsmeisterschaft vertreten.
Über die Staatsmeisterschaft wird die Qualifikation für die Copa do Brasil Feminino und seit 2017 für die brasilianischen Meisterschaft der Frauen entschieden, zuerst für deren zweite Liga (Série A2) und seit 2021 für die dritte Liga (Série A3).

## Meisterschaftshistorie

### Ehrentafel der Gewinner
| 0 | 14 Titel | São Francisco EC (São Francisco do Conde)               |
| 0 | 08 Titel | EC Bahia (Salvador)                                     |
| 0 | 05 Titel | Flamengo de Feira FC (Feira de Santana)                 |
| 0 | 03 Titel | Euroexport (Salvador)                                   |
| 0 | 02 Titel | Clube Bahiano de Tênis (Salvador) EC Vitória (Salvador) |
| 0 | 01 Titel | Galícia EC (Salvador) AD Lusaca (Dias d’Ávila)          |

### Chronologie der Meister
| Saison | Meister                                              | Vizemeister                                          | Torschützenkönigin                                   |       |
| ------ | ---------------------------------------------------- | ---------------------------------------------------- | ---------------------------------------------------- | ----- |
| 1984   | Clube Bahiano de Tênis                               | Flamengo de Feira FC                                 | ?                                                    |       |
| 1985   | Clube Bahiano de Tênis                               | ?                                                    | ?                                                    |       |
| 1986   | Flamengo de Feira FC                                 | ?                                                    | ?                                                    |       |
| 1987   | Flamengo de Feira FC                                 | ?                                                    | ?                                                    |       |
| 1988   | Flamengo de Feira FC                                 | ?                                                    | ?                                                    |       |
| 1989   | EC Bahia                                             | ?                                                    | ?                                                    |       |
| 1990   | EC Bahia                                             | ?                                                    | ?                                                    |       |
| 1991   | EC Bahia                                             | ?                                                    | ?                                                    |       |
| 1992   | Meisterschaft nicht ausgetragen.                     | Meisterschaft nicht ausgetragen.                     | Meisterschaft nicht ausgetragen.                     |       |
| 1993   | Euroexport                                           | ?                                                    | ?                                                    |       |
| 1994   | Euroexport                                           | ?                                                    | ?                                                    |       |
| 1995   | Euroexport                                           | ?                                                    | ?                                                    |       |
| 1996   | Meisterschaft nicht ausgetragen.                     | Meisterschaft nicht ausgetragen.                     | Meisterschaft nicht ausgetragen.                     |       |
| 1997   | Meisterschaft nicht ausgetragen.                     | Meisterschaft nicht ausgetragen.                     | Meisterschaft nicht ausgetragen.                     |       |
| 1998   | Flamengo de Feira FC                                 | ?                                                    | ?                                                    |       |
| 1999   | Galícia EC                                           | ?                                                    | ?                                                    |       |
| 2000   | Flamengo de Feira FC                                 | ?                                                    | ?                                                    |       |
| 2001   | São Francisco EC                                     | Flamengo de Feira FC                                 | ?                                                    |       |
| 2002   | São Francisco EC                                     | FC Vasco de Areias                                   | ?                                                    |       |
| 2003   | São Francisco EC                                     | Flamengo de Feira FC                                 | ?                                                    |       |
| 2004   | São Francisco EC                                     | Flamengo de Feira FC                                 | ?                                                    |       |
| 2005   | São Francisco EC                                     | Clube 2004 de Salvador                               | ?                                                    |       |
| 2006   | São Francisco EC                                     | Fluminense de Feira FC                               | ?                                                    |       |
| 2007   | Meisterschaft nicht ausgetragen.                     | Meisterschaft nicht ausgetragen.                     | Meisterschaft nicht ausgetragen.                     |       |
| 2008   | São Francisco EC                                     | Fluminense de Feira FC                               | ?                                                    |       |
| 2009   | São Francisco EC                                     | EC Vitória                                           | ?                                                    |       |
| 2010   | São Francisco EC                                     | Flamengo de Feira FC                                 | ?                                                    |       |
| 2011   | São Francisco EC                                     | AD Lusaca                                            | Larissa Cheles (São Francisco EC; 19)                |       |
| 2012   | São Francisco EC                                     | Flamengo de Feira FC                                 | Bárbara Almeida (São Francisco EC; 7)                |       |
| 2013   | São Francisco EC                                     | EC Bahia                                             | India Potyra (EC Bahia; 16)                          |       |
| 2014   | São Francisco EC                                     | EC Vitória                                           | Maria São Pedro (São Francisco EC; 13)               |       |
| 2015   | São Francisco EC                                     | AD Lusaca                                            | Brenda Woch (São Francisco EC; 23)                   |       |
| 2016   | EC Vitória                                           | Juventude Conquista                                  | Verena Amorim Dias (EC Vitória; 11)                  |       |
| 2017   | AD Lusaca                                            | São Francisco EC                                     | Maria Vitória (AD Lusaca; 17)                        |       |
| 2018   | EC Vitória                                           | AD Lusaca                                            | Valéria (EC Vitória; 22)                             |       |
| 2019   | EC Bahia                                             | Juventude Conquista                                  | Gadú (EC Bahia; 21)                                  |       |
| 2020   | Meisterschaft nicht ausgetragen (COVID-19-Pandemie). | Meisterschaft nicht ausgetragen (COVID-19-Pandemie). | Meisterschaft nicht ausgetragen (COVID-19-Pandemie). |       |
| 2021   | EC Bahia                                             | Doce Mel EC                                          | Gadú (EC Bahia; 9)                                   |       |
| 2022   | EC Bahia                                             | Doce Mel EC                                          | Gabrielle Itacaré (EC Bahia; 14)                     |       |
| 2023   | EC Bahia                                             | EC Vitória                                           | Yenny Acuña (EC Bahia; 13)                           | [ 2 ] |
| 2024   | EC Bahia                                             | EC Vitória                                           | Geisiani (EC Vitória; 23)                            | [ 3 ] |